# Aeshna isoceles
Aeshna isoceles (Müller, 1767) je vrsta vilinskog konjica iz porodice Aeshnidae. Srpski naziv vrste je Riđi kraljević.

## Opis
Dužina tela varira od 62-66 mm dok dužina zadnjeg krila iznosi oko 43 mm. Celo telo je smeđe boje i bez markacija izuzev dve žute pruge na toraksu lateralno kao i upečatljivog žutog trougla  na S2 abdominalnom segmentu. Adulti imaju zelene oči i uniformno obojeno smeđe telo. Krila su čista sa tamnim venama i žućkastom bazom zadnjeg krila. 

## Rasprostranjenje
Aeshna isoceles je dominantno rasprostranjena na podučju srednje i jugoistočne Evrope dok se lokalno nalazi i u jugozapadnoj Evropi i severnoj Africi. 
Ova vrsta je prisutna u sledećim državama: Albanija; Alžir; Jermenija; Austrija; Azerbejdžan; Belorusija; Belgija; Bosna i Hercegovina; Bugarska; Hrvatska; Češka; Danska; Francuska; Gruzija; Nemačka; Grčka; Italija; Latvija; Makedonija, Bivša Jugoslovenska Republika; Malta; Maroko; Nizozemska; Poljska; Portugal; Rumunija; Ruska Federacija; Slovačka; Slovenija; Španija; Švedska; Švajcarska; Tunis; Turska; Ukrajina; Velika Britanija. 

## Stanište
Naseljava vlažna staništa, bare, močvare sa gustom vegetacijom. Na severu areala je povezana sa Stratiotes aloides. Period leta je od maja do oktobra.

## Životni ciklus
Nakon parenja mužjak i ženka se odvajaju i ženka sama polaže jaja u vodene biljke. Razviće larvi traje dve godine, nakon čega se izležu odrasle jedinke koje ostavljaju svoju egzuviju na obalnim biljkama ili granju.

## Sezona letenja
Sezona letenja traje od maja do avgusta.